# علاقات الصين والإمبراطورية الرومانية

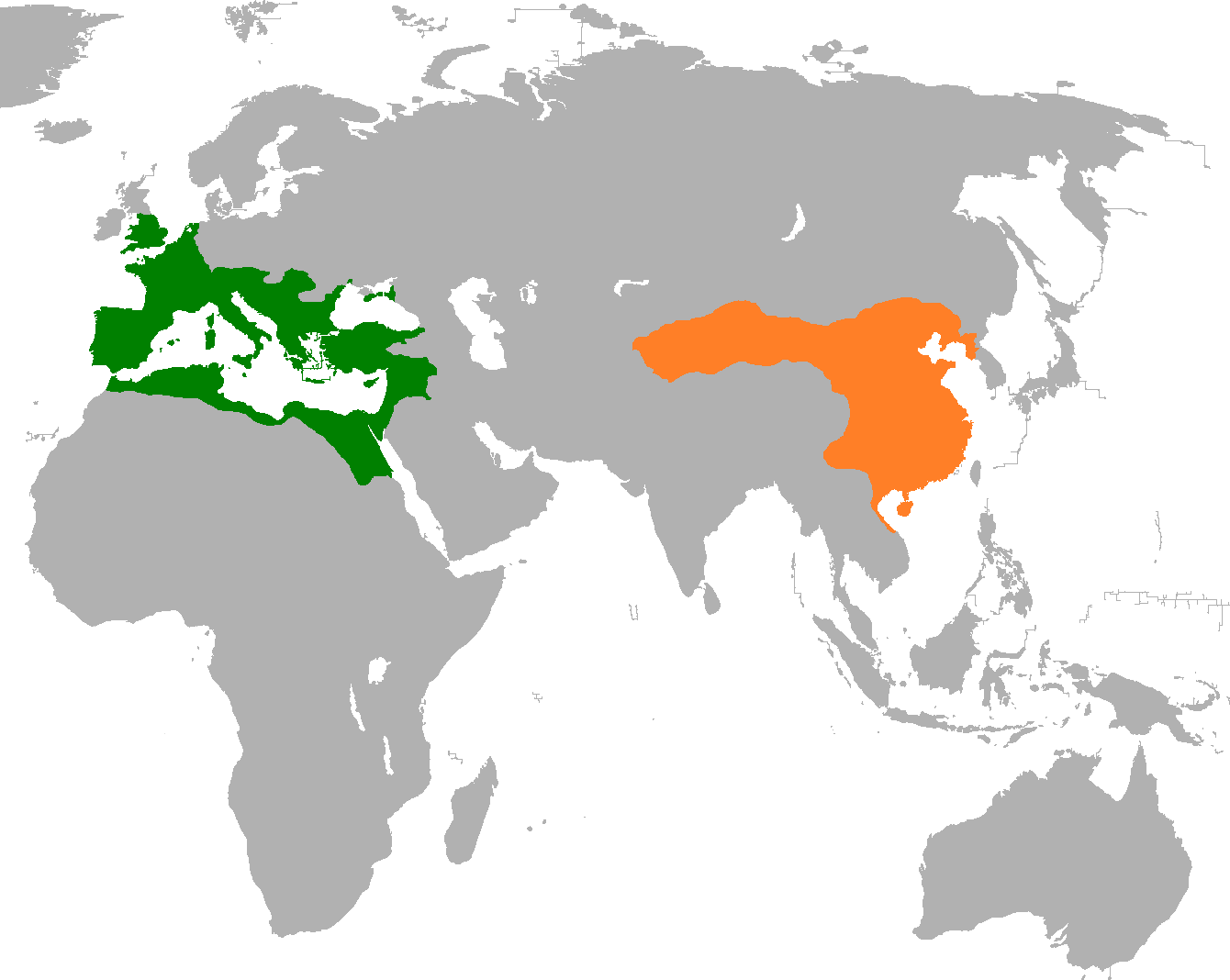
حدود الإمبراطورية الرومانية، والصين في عهد سلالة هان

انطوت العلاقات الصينية الرومانية في غالبها على تواصل غير مباشر وتدفقٍ للبضائع التجارية والمعلومات ومسافرين متفرقين بين الإمبراطورية الرومانية وإمبراطورية هان الصينية، وكذلك بين الإمبراطورية الرومانية الشرقية (البيزنطية) اللاحقة وسلالات صينية متعددة. تقاربت هذه الإمبراطوريات تدريجيًا خلال التوسع الروماني داخل الشرق الأدنى القديم وتزامنت مع غارات جيش سلالة هان الصينية ضمن آسيا الوسطى. ظلت درايتهم ببعضهم قليلة، وكانت معرفتهم الوطيدة ببعضهم البعض محدودة. يوجد عدد قليل فقط من محاولات الاحتكاك المباشر معروفة من السجلات. أعاقت إمبراطوريات متوسطة مثل البارثيان والكوشان –والتي كانت تسعى لإبقاء سيطرتها على تجارة الحرير المربحة– التواصل المباشر بين هاتين القوتين الأوروبية الآسيوية. في عام 97 بعد الميلاد، حاول الجنرال الصيني بان تشاو إرسال مبعوثه غان يينغ إلى روما، لكن أثناه البارثيون عن هذه المغامرة خلف الخليج العربي. أُثبت وجود عدة مبعوثين رومانيين إلى الصين من قِبل المؤرخين الصينيين القدماء. وردت أول حالة وصول مسجلة، إما من زمن الإمبراطور الروماني أنطونيوس بيوس أو ابنه المتبنى ماركوس أوريليوس، عام 166 بعد الميلاد. ظهرت حالات أخرى مُسجلة بالوصول عام 226 و284 بعد الميلاد، مع غياب طويل حتى ظهور أول سفارة بيزنطية مُسجلة عام 643 بعد الميلاد.
من بين البضائع المتبادلة بشكل غير مباشر على الطرق البحرية وعلى طول طريق الحرير البري: الحرير الصيني والأواني الزجاجية الرومانية وأقمشة عالية الجودة. وُجدت العملات الرومانية المسكوكة اعتبارًا من القرن الأول بعد الميلاد، في الصين، بالإضافة إلى عملة تعود إلى فترة حكم ماكسيميان وميداليات من فترة حكم أنطونيوس بيوس وماركوس أوريليوس في جياوزي، وهي المنطقة نفسها التي تزعم المصادر الصينية وصول الرومان الأول إليها. اكتُشفت الأواني الزجاجية والفضية الرومانية في المواقع الأثرية الصينية التي يعود تاريخها إلى فترة حكم سلالة هان. وجدت العملات الرومانية والخرز الزجاجي في اليابان أيضًا.
في المصادر الكلاسيكية القديمة، تفاقمت مشكلة تعيين المراجع وربطها مع الصين القديمة بسبب تفسيرات المصطلح اللاتيني سيريس، الذي تفاوتت معانيه ويمكن أن يشير إلى شعوب آسيوية متعددة عبر نطاق واسع، من الهند إلى آسيا الوسطة وصولًا إلى الصين. في السجلات الصينية، كانت الإمبراطورية الرومانية معروفة باسم داشين أو تشين العظيمة. في المصادر الصينية، ارتبطت داشين مباشرة مع إمبراطورية الفولين اللاحقة، والتي عُرّفت من قِبل الباحثين مثل فريدريش هيرث بالإمبراطورية البيزنطية. تبين المصادر الصينية وصول عدة مبعوثين من الفولين إلى الصين خلال فترة حكم سلالة تانغ وتذكر أيضًا حصار القسطنطينية من قِبل قوى معاوية بن أبي سفيان عام 674 – 678 بعد الميلاد.
قدّم الجغرافيون في الإمبراطورية الرومانية مثل بطليموس رسمًا تقريبيًا للمحيط الهندي الجنوبي، من ضمنها شبه الجزيرة الملاوية وأبعد من ذلك وصولًا إلى خليج تايلاند وبحر الصين الجنوبي. على الأرجح كانت المنطقة التي دعاها بطليموس كاتيغارا هي نفسها أوك إيو في فيتنام، حيث وُجدت أصناف عائدة لعهد السلالة النيرفية الأنطونية الرومانية. أظهر الجغرافيون الصينيون القدماء معرفة عامة بغرب آسيا والمقاطعات الرومانية الشرقية. في القرن السابع بعد الميلاد، كتب المؤرخ البيزنطي ثيوفيلاكت سيموكاتا عن إعادة التوحيد المعاصرة للصين الشمالية والجنوبية، التي تناولها كأمم منفصلة مؤخرًا خلال الحرب. يُظهر ثيوفلاكت انتزاع الحكم من سلالة التشين من قِبل الإمبراطور ون من سلالة سوي (حكم 581 – 604 بعد الميلاد) وكذلك ظهور الأسماء كاثاي ومانغي المستخدمَين من قِبل الأوروبيين في العصور الوسطى في الصين خلال حكم سلالة يوان المغولية وسلالة سونغ الجنوبية الحاكمة الهانية.

## السفارات والسفر

### توطئة
لربما حدث بعض التواصل بين شعب اليونان الهلنستية وسلالة تشين الحاكمة في أواخر القرن الثالث قبل الميلاد، بعد حملات الإسكندر الأكبر في آسيا الوسطى، ملك مقدونيا، وتأسيس الممالك الهلنستية القريبة نسبيًا من الصين، مثل المملكة الإغريقية البخترية. تشير الحفريات في موقع الدفن العائد لأول إمبراطور للصين الموحدة تشين شي هوانغ (حكم 221 – 210 قبل الميلاد)، إلى احتمال أن يكون اليونانيون القدماء قد دفعوا ضريبة وخضعوا للحكم الأعلى الكوني لإمبراطور سلالة تشين الهانية (من قوم الهان) الحاكمة من خلال إعطائه هدايا من القطع الفنية ذات الطابع الهلنستي والتقنيات الإغريقية التي ظهرت في بعض الأعمال الفنية التي وُجدت مدفونة هناك، من بينها بضعة نماذج من الضريح المشهور (المعروف باسم جيش التيراكوتا) للإمبراطور الأول تشين. تُعتبر التبادلات الثقافية في هكذا تاريخ مبكر بشكل عام تخمينية بالنسبة للدراسات الأكاديمية، لكن أعطت الحفريات التي نُفذت في معبدٍ يعود إلى القرن الرابع قبل الميلاد في مقاطعة قانسوه ويعود إلى دولة التشين، أصناف غربية مثل الخرز الزجاجي وكأس مُزجج أزرق (محتملًا طبق خزفي) من منطقة البحر المتوسط. بدأت العلاقات التجارية والدبلوماسية بين إمبراطورية الصين الهانية وفلول الحضارة الإغريقية الهلنستية تحت حكم شعب اليوزي الرُحّل مع رحلات مبعوث سلالة الهان تشانغ تشيان إلى آسيا الوسطى (توفي 113 قبل الميلاد). أحضر تقارير لبلاط الإمبراطور وو من سلالة هان حول «دايوان» في وادي فرغانة، التي عاصمتها ألكساندريا اسخاته، و«داخيا» في منطقة باختر (باكتريا)، لما هو اليوم أفغانستان وطاجكستان. كان مايس تيتانوس، الرحالة الروماني الوحيد المعروف بأنه زار أطراف الشرق الأقصى، المعاصر لتراجان إما في أواخر القرن الأول أو أوائل القرن الثاني بعد الميلاد والذي زار «برج حجر» الذي حُدد من قِبل المؤرخين بأنه إما موجود في تاشغورغان في جبال بامير الصينية أو مَعلَم مشابه في وادي آلاي إلى الغرب مباشرة من مدينة كاشغر في مقاطعة سنجان في الصين.

### مبعوث إلى أغسطس
يصف المؤرخ فلورس زيارة مبعوثين كثر، منهم «السيريسيون» (محتملًا الصينيون) إلى الإمبراطور الروماني الأول أغسطس (حكم: 27 قبل الميلاد – 14 بعد الميلاد):
حتى بقية أمم العالم التي لم تكن خاضعة للنفوذ الإمبراطوري كانوا مدركين لعظمته، ونظروا بوقار إلى الشعب الروماني، الفاتح العظيم للأمم. هكذا، حتى السكوثيون والسارماتيون أرسلوا مبعوثين لالتماس الصداقة مع روما. حتى السيريسيون قاموا بالمثل، والهنود الذين مكثوا تحت الشمس الحارقة، جالبين هدايا من أحجار كريمة ولآلئ وفيلة، وغير مكترثين لطول الرحلة التي قاموا بها والتي قالوا إنها استغرقت أربع سنوات. في الحقيقة من الضروري النظر إلى بشرتهم لرؤية أنهم كانوا شعبَ عالمٍ آخر مختلف عن عالمنا.
في المجموعة الكلية للأدب والتأريخ الروماني، كان يول غير قادر على كشف أي ذكر آخر لمثل هذه المواجهة دبلوماسية مباشرة بين الرومان والسيريس. تكهن بأن هؤلاء الشعوب كانوا على الأرجح تجار خاصين أكثر من كونهم دبلوماسيين، بما أن السجل الصيني يُصر على أن جان يينغ كان أول صيني يصل حتى تياوزي عام 97 ميلادي. يشير يول إلى سجل دليل الملاحة (الرحمانية) العائد للقرن الأول الميلادي والذي يذكر أنه نادرًا ما كان يُرى شعب ثيناي (سيناي)، بسبب صعوبات الوصول إلى تلك البلاد. يقول إن بلادهم، المتوضعة تحت كوكبة الدب الأصغر وأقصى الامتدادات المجهولة لبحر قزوين، كانت منشأ الحرير الخام وأقمشة الحرير الناعم التي جرت المتاجرة بها برًا من باختريا إلى بهروش إلى أسفل نهر الغانج أيضًا.

## العلاقات التجارية

### الصادرات الرومانية إلى الصين
نشأت روابط تجارية مباشرة بين أراضي البحر الأبيض المتوسط والهند في أواخر القرن الثاني قبل الميلاد من قبل مملكة مصر البطلمية الهلنستية. تعلم الملاحون اليونانيون استخدام النمط المعتاد للرياح الموسمية في رحلاتهم التجارية في المحيط الهندي. أُكدت التجارة البحرية المفعمة بالحيوية في العصر الروماني من خلال التنقيب عن رواسب كبيرة من العملات المعدنية الرومانية على طول معظم سواحل الهند. عُرفت العديد من الموانئ التجارية التي لها روابط بالمجتمعات الرومانية في الهند وسريلانكا على طول الطريق الذي استخدمته البعثة الرومانية. تشير الأدلة الأثرية الممتدة من موانئ البحر الأحمر في مصر الرومانية إلى الهند إلى أن النشاط التجاري الروماني في المحيط الهندي وجنوب شرق آسيا قد انخفض بشدة مع ظهور الطاعون الأنطوني في عام 166 بعد الميلاد، وهو نفس العام الذي بُعث فيه أول وفد روماني إلى الصين التي حكمتها آنذاك سلالة هان، إذ تفشى فيها الطاعون بصورة مماثلة عدة مرات منذ عام 151 بعد الميلاد.
صُدّر الزجاج عالي الجودة من المصانع الرومانية في الإسكندرية وسوريا إلى أجزاء كثيرة من آسيا، منها الصين الخاضعة لأسرة هان. تتمثل أول قطعة زجاجية رومانية عُثر عليها في الصين بوعاء زجاجي أزرق من الصودا والجير يعود تاريخه إلى أوائل القرن الأول قبل الميلاد ونُقب عنه في غرب قبر لأسرة هان في مدينة غوانزو الساحلية الجنوبية، ويحتمل أن الوعاء وصل إلى هناك عبر المحيط الهندي وبحر الصين الجنوبي. تشمل العناصر الزجاجية الرومانية الأخرى وعاءً زجاجيًا من الفسيفساء عُثر عليه في قبر الأمير بالقرب من نانجينغ ويعود تاريخه إلى عام 67 بعد الميلاد، وعلبة زجاجية بها خطوط بيضاء غير شفافة وجدت في مقبرة هان الشرقية في لويانغ. عُثر على الأواني الزجاجية الرومانية والفارسية في مقبرة من القرن الخامس الميلادي في غيونغجو في كوريا، في عاصمة مملكة شلا القديمة في شرق الصين. عُثر على خرز زجاجي روماني في مناطق بعيدة حتى اليابان، في تلة دفن أوتسوكوشي التي تعود إلى القرن الخامس الميلادي في عهد كوفون بالقرب من كيوتو.
عُرف عبر المصادر الصينية أن القطع الفاخرة الرومانية الأخرى كانت موضع تقدير من قبل الصينيين. شملت هذه القطع السجاد المطرز بالذهب والقماش المطلي بالذهب والعنبر وقماش الأسبستوس وحرير البحر، وهو قماش مصنوع من الشعر الشبيه بالحرير لمحار البحر الأبيض المتوسط الذي يدعى الزعنفة النبيلة. يُضاف إلى ذلك العناصر الفضية والبرونزية الموجودة في جميع أنحاء الصين والتي يعود تاريخها إلى القرنين الثالث والثاني قبل الميلاد والتي ربما يعود أصلها إلى الإمبراطورية السلوقية، هناك أيضًا لوحة فضية مذهبة رومانية تعود إلى القرنين الثاني والثالث الميلاديين وجدت في مقاطعة جينغيوان في غانزو، مع صورة نقش بارز في المنتصف تصور الإله اليوناني الروماني ديونيسوس متكئًا على مخلوق سنوري.
افتُتح طريق بحري مع ميناء رينان الذي تسيطر عليه الصين في جياوتزي (يقع في فيتنام الحديثة) ومملكة الخمير في فونان بحلول القرن الثاني الميلادي، إن لم يكن قبل ذلك. اقترح فرديناند فون ريشتهوفن أن جياوتزي كان الميناء الذي سماه الجغرافي اليوناني الروماني بطليموس باسم شاتيغارا، بالقرب من هانوي الحديثة. كتب بطليموس أن شاتيغارا تقع وراء شبه الجزيرة الذهبية (شبه جزيرة الملايو) وزارها بحار يوناني يدعى الإسكندر، وعمل تاجرًا على الأرجح. كان تحديد ريشتهوفن لشاتيغارا على أنها هانوي أمرًا مقبولًا على نطاق واسع حتى اقترحت الاكتشافات الأثرية لأوك أيو (قرب مدينة هو تشي منه) في دلتا الميكونغ خلال منتصف القرن العشرين أنها لربما وقعت هناك. في هذا المكان، الذي وقع في السابق على طول الساحل، كانت العملات المعدنية الرومانية أحد آثار تجارة المسافات الطويلة التي عثر عليها عالم الآثار الفرنسي لويس ماليريت في أربعينيات القرن الماضي. شملت هذه الآثار الميداليات الذهبية الرومانية من عهد أنطونيوس بيوس وخليفته ماركوس أوريليوس. علاوة على ذلك، عُثر على سلع رومانية ومجوهرات أصلية تقلد العملات الرومانية الأنطونية هناك، ويذكر غرانفيل ألين ماور أن شاتيغارا بطليموس تبدو متوافقة مع خط عرض أوك أيو الحديثة. بالإضافة إلى ذلك، عُثر على خرز وأساور زجاجية رومانية قديمة في الموقع.
امتدت الصلات التجارية من شاتيغارا، عبر موانئ تقع على سواحل الهند وسريلانكا، لتصل إلى الموانئ التي سيطر عليها الرومان في مصر والأراضي النبطية على الساحل الشمالي الشرقي للبحر الأحمر. لا يعتبر عالم الآثار وارويك بول أن الاكتشافات مثل القطع والسلع المستوحاة من الرومان في أوك أيو، وعملة الإمبراطور الروماني ماكسيميان التي عُثر عليها في تونكين، والمصباح الروماني البرونزي في بونغ توك في دلتا ميكونغ، دليلًا قاطعًا على أن الرومان زاروا هذه المناطق، واقترح أن هذه القطع قد تكون قدمت مع التجار الهنود. رغم معرفة أن الرومان كان لديهم ميناء تجاري معترف به في جنوب شرق آسيا، كتب دوغالد أورايلي أن القليل فقط من الأدلة تشير إلى أن شاتيغارا هي نفسها أوك أيو. يجادل دوغالد أن القطع الرومانية التي عُثر عليها هناك تشير فقط إلى أن شبكة التجارة في المحيط الهندي امتدت إلى مملكة فونان القديمة.